# Cryptocephalus hypochaeridis
Cryptocephalus hypochaeridis  (лат.) — вид листоедов (Chrysomelidae) из подсемейства скрытоглавов (Cryptocephalinae). Распространён в следующих странах: Албания, Австрия, Босния и Герцеговина, Хорватия, Чехия, Англия, Финляндия, Франция, Германия, Греция, Венгрия, северо-западная Италия, Македония, Польша, северо-запад России, Сербия и Черногория, Словения, Словакия, Швеция и Швейцария.